# Villa Clerici
Villa Clerici es una villa construida en el 1700 en las afueras de la ciudad de Milán. Fue originariamente residencia de la familia del Marqués de Clerici. Edificada siguiendo un proyecto del arquitecto Francesco Croce el mismo que diseño la torre gótica más alta de la Catedral de Milán. En 1927 la Compañía de San Pablo fundada por el Cardenal Andrea Carlo Ferrari adquirió la propiedad para hospedar después de la Segunda Guerra Mundial la «Casa de Redención Social».
En los primeros años de la década de 1950 el pintor italiano Dandolo Bellini, gran apasionado de arte y coleccionista de obras sagradas, creó en el interior del palacio del setecientos la Galería de arte sacro moderna y contemporánea. Fue oficialmente inaugurada el 7 de diciembre de 1955 por el entonces Presidente de la República Italiana Giovanni Gronchi.
Muchos artistas del entorno del Arzobispo de Milán Giovanni Battista Montini (más tarde Papa Pablo VI) se unieron a Bellini con la intención de reconciliar el arte moderno con la Iglesia católica. Electo Papa en 1963 Pablo VI convocó a Dandolo Bellini a Roma para ocuparse de embellecer el palacio apostólico y sobre todo para organizar la sección de arte moderna y contemporánea del museo Vaticano según el modelo de Villa Clerici.
Villa Clerici fue y es una escuela de arte sacro contemporáneo. En sus salones se reunieron pintores,escultores, críticos, tratando de unir los anhelos profundos del ser humano con la búsqueda del Divino. Es de destacar el trabajo de grandes maestros de la Academia de Brera, Francesco Messina, Giacomo Manzu y Enrico Manfrini. De escultores de renombre internacional como Lello Scorzelli, José Walter Gavito, y pintores del talento de Aldo Carpi y Raúl Soldi.